# Gregorio Fontana
Gregorio Fontana (Villa di Nogaredo, 7 de diciembre de 1735 - Milán, 24 de agosto de 1803) fue un matemático italiano. Reemplazó a Ruđer Bošković en la cátedra de matemáticas de la Universidad de Pavía. Se le conoce principalmente por la introducción de las coordenadas polares.
Su hermano fue el físico Felice Fontana (1730-1805).

## Obras
- Analyseos sublimioris opuscula (en latín). 1763.
- Bolzani, Giuseppe, ed. (1771). Delle altezze barometriche e di alcuni insigni paradossi relativi alle medesime.
- Dissertazione idrodinamica. 1775.
- Disquisitiones physico-mathematicae (en latín). 1780.
- Dissertazione sul computo dell'errore probabile nelle sperienze ed osservazioni. 1781.
- Comino, Baldassare, ed. (1793). Ricerche sopra diversi punti concernenti l'analisi infinitesimale e la sua applicazione alla fisica.

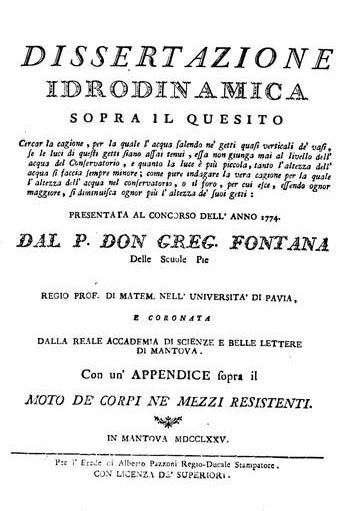
Dissertazione idrodinamica, 1775
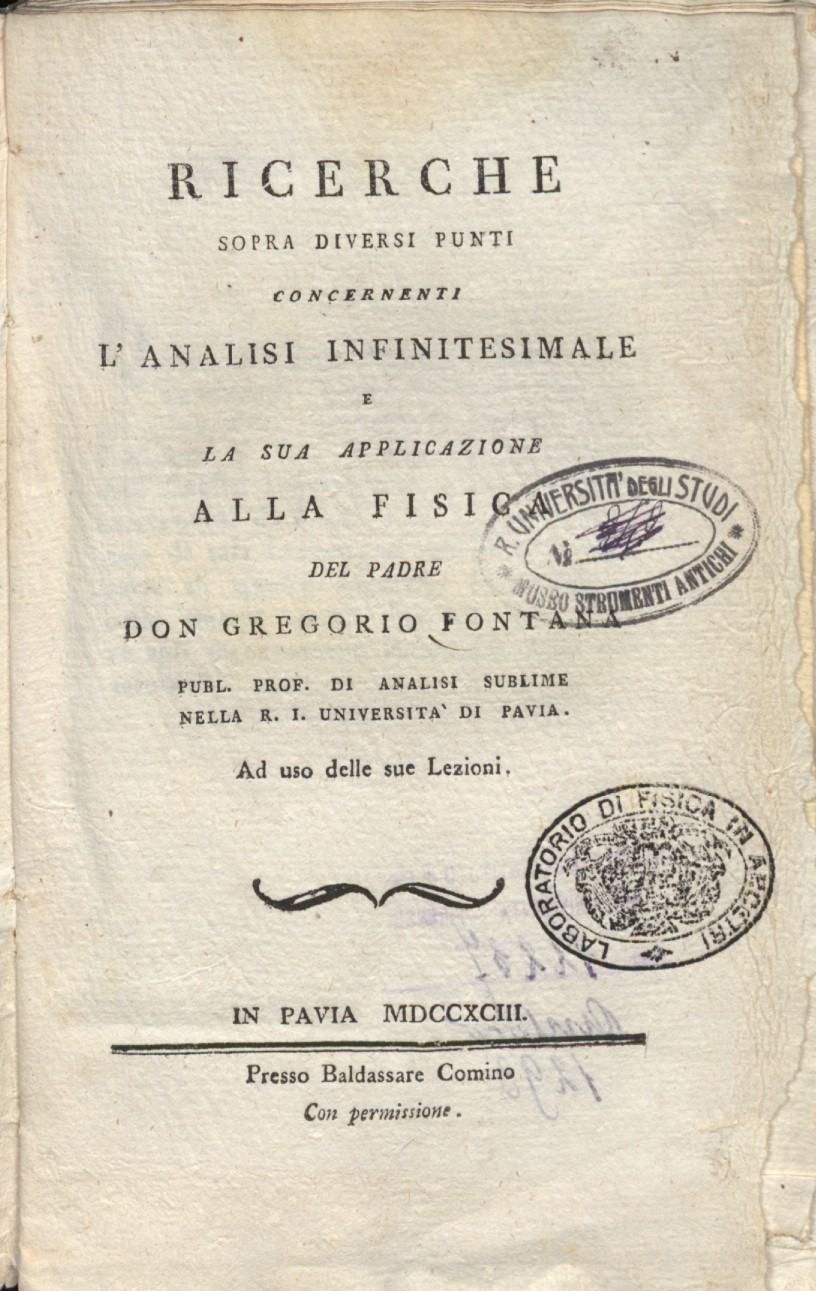
Ricerche sopra diversi punti concernenti l'analisi infinitesimale e la sua applicazione alla fisica, 1793

- Datos: Q1545263
- Multimedia: Gregorio Fontana (mathematician) / Q1545263